# CV-31 (Spanje)

De CV-31

De CV-31 of Distribuidor Norte (Valenciaans: Distribuidor Nord) is een autovía in Valencia. De ongeveer drie kilometer lange snelweg verbindt de V-30 met CV-35 en loopt nadien verder als tweebaansweg CV-310.